# Robert Suckale
Robert Suckale (* 30. Oktober 1943 in Königsberg; † 13. Februar 2020 in Berlin) war ein deutscher Kunsthistoriker, Mediävist und Hochschullehrer.

## Leben
Das Studium der Kunstgeschichte mit den Nebenfächern Klassische Archäologie und Lateinische Philologie des Mittelalters in Berlin, Bonn, Paris und München schloss Suckale 1970 mit der Promotion bei Wolfgang Braunfels an der Ludwig-Maximilians-Universität München ab. Danach war er am Zentralinstitut für Kunstgeschichte in München tätig und ab 1971 wissenschaftlicher Assistent bei Braunfels am Institut für Kunstgeschichte der Ludwig-Maximilians-Universität München. 1976 wurde er mit einer Arbeit über die Mettener Handschriften aus den Jahren 1414/1415 habilitiert. 1980 erfolgte die Berufung auf den Lehrstuhl für Kunstgeschichte an der Universität Bamberg. 1990 wurde Suckale an den Fachbereich Kunstgeschichte der Technischen Universität Berlin berufen; 2004 musste er sich krankheitsbedingt vorzeitig in den Ruhestand verabschieden, war aber weiterhin wissenschaftlich tätig.  2011 verlieh ihm das Courtauld Institute der University of London die Ehrendoktorwürde. 2014 wurde er in die American Academy of Arts and Sciences gewählt.
Robert Suckale war mit der Kunsthistorikerin Gude Suckale-Redlefsen verheiratet, mit der er auch gemeinsam publizierte.

## Wissenschaftliche Arbeit
„Studenten lernen bei ihm den Respekt vor dem Original, welche Fragen man ihm vor Ort stellt und wie man Schicht um Schicht seine Bedeutungen enthüllt. Diesem Vorgehen liegt der Glaube zu Grunde, dass Stilformen nicht unbegründet sind, sondern sich auf historische, wirtschaftliche, technische, religiöse oder geisteswissenschaftliche Hintergründe zurückführen lassen.“

Suckales Arbeit zeichnete sich durch ihren internationalen Horizont aus, der neben den deutschsprachigen Ländern, Frankreich, Italien und die Länder Ostmitteleuropas einbezieht. Sein Werk zeigte, dass Kunstwissenschaft eine gesamteuropäische Perspektive und grenzüberschreitende Forschung braucht. Im Zentrum seines Interesses stehen die Kunstwerke selbst, die er im Wechsel von technischer Nahsicht und historischem Panoramablick sieht. Dabei nahm er auch die unterschiedlichen Gattungen vom Tafelbild über den Kultgegenstand bis hin zur Architektur in einen gemeinsamen Fokus. Die Verankerung der Denkmalpflege in der universitären Lehre lag ihm besonders am Herzen. So war er maßgeblich an der Einrichtung des Aufbaustudiums Denkmalpflege an der TU Berlin beteiligt, was er schon einmal in Bamberg geleistet hatte. Er verhinderte, dass die Sektion Kunstgeschichte an der TU Berlin abgewickelt wurde, und gehört zu den Gründervätern des Schinkel-Zentrums für Architektur, Stadtforschung und Denkmalpflege der TU Berlin.
Wichtige Stationen seiner Arbeit:
- 1988 Leitung einer Sektion des Kongresses des Comité International d’Histoire de l’Art (CIHA) in München („Hof und Stadt im Spätmittelalter“), zugleich Leitung einer Sektion des Deutschen Kunsthistorikertages in Frankfurt (Bauforschung und Baugeschichte)
- Januar bis Mai 1992 Visiting Professor an der Harvard University
- 1996 initiierte er in Kooperation mit der Universität Bamberg das von der DFG geförderte Graduiertenkolleg „Kunstgeschichte – Bauforschung – Denkmalpflege“ (2005 beendet)
- Wintersemester 1997/98 – Sommersemester 1998 als Richard-Krautheimer-Professor an der Bibliotheca Hertziana in Rom
- 2005 Fellow am Institute for Advanced Study der Princeton University

## Publikationen (Auswahl)
(chronologisch)

### Autor, Mitautor
- Studien zu Stilbildung und Stilwandel der Madonnenstatuen der Ile-de-France zwischen 1230 und 1300. Phil. Diss. München 1971.
- Claude Monet: Die Kathedrale von Rouen. München 1981.
- Das neue Museum der Malerei, Teil: Gotik. Von Giotto bis Lochner, Schuler, Herrsching 1983. (Und weitere Auflagen in anderen Verlagen.)
- Die Bamberger Domskulpturen. Technik, Blockbehandlung, Ansichtigkeit und die Einbeziehung des Betrachters, in: Münchner Jahrbuch der bildenden Kunst, Dritte Folge Band XXXVIII, München 1987, S. 27–82.
- (mit Dieter Kimpel) Die gotische Architektur in Frankreich 1130–1270. Hirmer, München 1985, zweite überarbeitete Auflage München 1995.
- (Mitarbeit) Gude Suckale-Redlefsen: Mauritius, der Heilige Mohr. The Black Saint Maurice. Schnell und Steiner, München 1987, ISBN 978-3-7954-0240-2.
- Die Hofkunst Kaiser Ludwigs des Bayern. Hirmer, München 1993, ISBN 3-7774-5800-7.
- Rogier van der Weyden. Die Johannestafel. Das Bild als stumme Predigt (= Das Kunststück, Fischer Taschenbuch 11990), Frankfurt/M. 1995.
- Kunst in Deutschland. Von Karl dem Großen bis Heute. Köln 1998 (2. korrigierte Auflage 2005 unter dem Titel: Dumont Geschichte der Kunst in Deutschland, ISBN 978-3-8321-7643-3). (Rezension von Ilona Lehnart[5])
- Evangelisches Damenstift Obernkirchen (= DKV-Kunstführer. 165/9), Deutscher Kunstverlag, München 1999.
- (mit Gude Suckale-Redlefsen, Aufnahmen von Andreas Lechtape) Stift Obernkirchen, Kreis Schaumburg. Langewiesche, Königstein/Taunus 2001, ISBN 3-7845-1080-9.
- Die mittelalterlichen Damenstifte als Bastionen der Frauenmacht (= Schriftenreihe der Kölner Juristischen Gesellschaft, Bd. 25). Otto Schmidt Verlag, Köln 2001, ISBN 3-504-62025-0.
- Das mittelalterliche Bild als Zeitzeuge. Sechs Studien. Lukas Verlag, Berlin 2002, ISBN 3-931836-70-3.
- Die Bamberger Domskulptur „revisited“, in: 143. Bericht des Historischen Vereins Bamberg, 2007, S. 190–199.
- Die Erneuerung der Malkunst vor Dürer. 2 Bände, Imhof, Petersberg 2009, ISBN 978-3-86568-130-0.
- Klosterreform und Buchkunst. Die Handschriften des Mettener Abtes Peter I. Petersberg 2011, ISBN 978-3-86568-723-4.
- Auf den Spuren einer vergessenen Königin. Ein Hauptwerk der Pariser Hofkunst im Bode-Museum. Für die Skulpturensammlung und das Museum für Byzantinische Kunst, Staatliche Museen zu Berlin, hrsg. von Julien Chapuis, mit einer technologischen Untersuchung von Bodo Buczynski, Petersberg 2013, ISBN 978-3-7319-0012-2.

### Herausgeber
- (mit Markus Hörsch, Peter Schmidt) Bamberg, ein Führer zur Kunstgeschichte der Stadt für Bamberger und Zugereiste. Collibri-Verlags-Buchhandlung, Bamberg 1989, ISBN 3-926946-03-2. (Und weitere Auflagen).
- Rudolf Berliner (1886–1967). „The Freedom of Medieval Art“ und andere Studien zum christlichen Bild. Lukas Verlag, Berlin 2003, ISBN 978-3-931836-71-9.
- (mit Peter Schmidt, Gregor Wedekind) Stil und Funktion. Ausgewählte Schriften zur Kunst des Mittelalters. Deutscher Kunstverlag, München und Berlin 2003 (2. Auflage 2008, ISBN 978-3-422-06791-2).